# Julio Curatella
Julio Pedro Curatella (Buenos Aires, 27 febbraio 1911 – Buenos Aires, 1995) è stato un canottiere argentino.

## Palmarès

### Olimpiadi
- 1 medaglia:
  - 1 bronzo (Berlino 1936 nel due senza)